# Ghost Whisperer
Ghost Whisperer (« celle qui chuchote aux fantômes») , ou Mélinda, entre deux mondes au Québec (Ghost Whisperer), est une série télévisée américaine en 107 épisodes de 42 minutes, créée par John Gray et a été diffusée du 23 septembre 2005 au 21 mai 2010 sur le réseau CBS et en simultané au Canada sur le réseau CTV.
En France, la série est diffusée depuis le 6 septembre 2006 sur TF6, dès le 3 juin 2007 sur TF1 et à partir du 26 août 2013 sur NT1; en Suisse, depuis le 22 octobre 2006 sur TSR1 ; en Belgique depuis le 13 décembre 2006 sur Plug RTL et aussi rediffusée sur AB3, et au Québec depuis le 3 janvier 2007 sur Ztélé puis rediffusée à partir du 6 septembre 2017 à Séries+.

## Synopsis
« Je m'appelle Melinda Gordon . Je viens de me marier, d'emménager dans une petite ville et d'ouvrir une boutique d'antiquités. Je pourrais être comme vous mais depuis mon enfance, j'ai découvert que je peux entrer en contact avec les morts. Les esprits errants comme disait ma grand-mère. Ceux qui ne sont pas passés de l'autre côté parce qu'ils ont encore des affaires à résoudre avec les vivants et qui viennent me demander de l'aide. Pour vous raconter mon histoire, je dois vous raconter les leurs. »
Melinda Gordon a hérité de sa grand-mère, le don de communiquer avec les esprits, ou comme elle aime bien le dire, les âmes égarées,  celles qui ne sont pas encore arrivées de l'autre côté car ayant encore quelque chose à accomplir ou à transmettre. Elle utilise cette faculté pour faire passer les messages des morts à leurs proches pour les aider à passer vers la « lumière ».

## Distribution

### Acteurs principaux
- Jennifer Love Hewitt (VF : Sophie Arthuys) : Melinda Gordon Clancy
- David Conrad (VF : Alexis Victor) : Jim Clancy / Sam Lucas
- Aisha Tyler (VF : Julie Dumas) : Andrea Marino (saison 1 - invitée saison 2)
- Camryn Manheim (VF : Josiane Pinson) : Delia Banks (saisons 2 à 5)
- Jay Mohr (VF : Michel Mella) : Professeur Rick Payne (saison 3 - récurrent saison 2 - invité saison 4)
- Christoph Sanders (VF : Gwenaël Sommier) : Ned Banks (saisons 4 et 5 - récurrent saison 3)
- Jamie Kennedy (VF : Damien Witecka) : Professeur Eli James (saisons 4 et 5)
- Connor Gibbs (VF : Tom Trouffier) : Aiden Lucas Clancy (saison 5)

### Acteurs récurrents
- Anne Archer (VF : Annie Le Youdec) : Beth Gordon (saisons 1 et 3)
- June Squibb (VF : Paule Emanuele) : grand-mère Mary-Ann (saisons 1 à 3)
- Dondre Whitfield (en) (VF : Serge Faliu) : Mitch Moreno (saisons 1 et 2)
- Rachel Cannon (VF : Marie-Eugénie Maréchal) : Amy Fields (saisons 1 et 2)
- David Ramsey (VF : Axel Kiener) : Will Bennett (saison 1 à 3)
- Dariush Kashani (en) (VF : Damien Boisseau puis Bruno Choël) : Bobby Tooch  (saison 1 et 4)
- Tyler Patrick Jones (VF : Gwenaël Sommier) : Ned Banks (saison 2)
- Thomas F. Wilson (VF : Jean-Jacques Nervest) : Tim Flaherty (saisons 2 et 4)
- Rachel Shelley (VF : Vanina Pradier puis Stéphanie Lafforgue) : Kate Payne (saisons 2 et 3)
- Ignacio Serricchio (VF : Anatole de Bodinat) : Gabriel Lawrence (saisons 2 et 3)
- Martin Donovan (VF : Guillaume Orsat) : Tom Gordon (saison 3)
- Kurt Caceres (en) (VF : Constantin Pappas puis Bruno Choël) : l'inspecteur Carl Neely (saisons 3 et 4)
- Omid Abtahi (VF : Sébastien Desjours) : Justin Yates (saison 3)
- Kris Lemche (VF : Fabrice Josso) : Scott (saison 3)
- Afemo Omilami (VF : Thierry Desroses) : l’homme aux archives municipales (saison 3)
- Corin Nemec (VF : Lionel Tua) : Paul Eastman (saison 3)
- David Clennon (VF : Philippe Catoire) : Carl Sessick (saisons 4 et 5)
- Bruce Davison (VF : Bernard Tiphaine puis Guy Chapellier) : Josh Bedford (saisons 4 et 5)
- Kenneth Mitchell : Sam Lucas (saison 4)
- Ion Overman (VF : Laurence Charpentier) : inspecteur Sam Blair (saison 4 et 5)
- Jaclyn DeSantis (en) (VF : Véronique Desmadryl) : Zoé (saison 4)
- Madison Leisle (en) (VF : Camille Timmerman) : Julia Miller (saison 5)

Version française
Studio de doublage : Dubbing Brothers
Direction artistique : José Luccioni
Adaptation : Sandrine Chevalier, Houria Belhadji, Nadine Giraud, Isabelle Barney, ...
 Source et légende : version française (VF) sur RS Doublage

## Personnages
Famille de Melinda
- Melinda Gordon
- Jim Clancy : Jim est le mari de Melinda Gordon.
- Aiden : Aiden est le fils de Jim et Melinda.
- Mary Ann : Mary Ann est la grand-mère de Mélinda. Elle apparaît dès le premier épisode de la série à l'enterrement d'un monsieur d'un certain âge.
- Gabriel Lawrence : Il a le don comme Mélinda. Il est en quelque sorte son demi-frère.
- Mère de Mélinda : Elle a toujours cherché à ignorer les fantômes même si elle les entendait. Elle a aussi le don comme Mélinda.
- Père de Mélinda : Tom Gordon fait une apparition éclair dans le dernier épisode de la saison 2 lorsque Mélinda est en train de mourir, lui expliquant que son heure n'est pas encore venue. Lors de la saison 3, Mélinda le recherche activement et essaye de comprendre comment il est mort et il finit par réapparaître en vie. Mais un fantôme aide Melinda à se replonger dans son passé et celui de sa famille.  Finalement, Mélinda apprend que Tom n'est pas son père et que son père est un homme qui était incarcéré à tort, qui s'est évadé et a été tué par Tom.

Les Esprits
- Romano : Lors de ses premières apparitions, son visage n'est pas clairement montré. Il dévoile ses véritables intentions en essayant de convaincre les victimes défuntes de l'avion qu'il a lui même fait écraser de le rejoindre. Il déteste ce que Melinda fait et voudra s'en prendre à Andrea Morano. Ce qui le rend reconnaissable est ce fameux chapeau noir qu'il porte en permanence. Il fait ses débuts dans l'épisode "Accès de fureur" de la saison 1 puis apparaîtra jusqu'au premier épisode de la saison 2.
- L'Esprit moqueur : Il est vu plusieurs fois au côté de Romano. Il porte un costume cravate bleu. Il rigole constamment.
- Cassidy : Elle est une petite fille fantôme qui a prêté main-forte à Aiden pour délivrer Mélinda de l'ombre qui la manipulait dans le dernier épisode de la série. Elle fait son début dans l'épisode 16 de la saison 5 "Une prison pour fantômes" où elle se retrouve piégée par une certaine Mme Greta dans une maison.

Entourage amical de Melinda
- Andréa : Elle était la meilleure amie de Mélinda et travaillaient ensemble à la boutique d'antiquités. Elle meurt durant le crash de l'avion à la fin de la saison 1.
- Delia Banks : Elle est la nouvelle associée de Mélinda, elle travaille dans la boutique. Elle était agent immobilier mais elle s'est très vite liée d'amitié avec Mélinda et a décidé de l'aider et devient plus tard associée de la boutique avec elle. Depuis le décès de son mari, elle vit seule avec son fils, Ned. Vers la fin de la saison 2, elle apprend le secret de Mélinda alors que le fantôme mis en cause n'est autre que Charlie, son mari. Au début, elle a du mal à accepter que le don de Mélinda soit réel. C'est une personne honnête et de confiance et elle devient très vite l'amie de Mélinda.
- Ned Banks : Il est le fils de Delia Banks et connait le secret de Mélinda après l'avoir vue parler à un fantôme
- Rick Payne : Il est professeur, expert dans les sciences occultes. Il sera d'une très grande aide pour Mélinda, lorsqu'elle cherchera à comprendre les messages que les morts essayent d'envoyer à Mélinda. Rick perd sa femme lors de la saison 2. Il apprend alors qu'elle le trompait. Lorsque celle-ci demande à Mélinda de demander à Rick de lui pardonner l'erreur qu'elle a fait, celui-ci refuse car il a du mal à accepter le choc de la nouvelle. Il est amoureux de Mélinda mais il ne lui avouera pas ses sentiments.
- Eli James : Eli James est psychologue. Après avoir frôlé la mort, il peut entendre les esprits errants et aide Mélinda.

## Production
Le projet de James Van Praagh a reçu une commande de pilote en février 2005. Quelques semaines plus tard, Jennifer Love Hewitt décroche le rôle principal, rejointe en mars par Aisha Tyler et David Conrad.
En mai 2005, CBS commande la série et lors des Upfronts, place la série dans la case du vendredi soir. Le 12 octobre, satisfaite des audiences des trois premiers épisodes, commande neuf épisodes supplémentaires pour une saison complète de 22 épisodes.
Le 6 mars 2006, CBS renouvelle la série pour une deuxième saison. En juillet, Camryn Manheim rejoint la distribution principale.
Le 15 mai 2007, CBS renouvelle la série pour une troisième saison. En septembre, Jay Mohr est promu à la distribution principale. La production étant affectée par la grève de la Writers Guild of America de 2007, cette saison ne contient que 18 épisodes.
Le 14 février 2008, CBS renouvelle la série pour une quatrième saison. En juin, Jamie Kennedy rejoint la distribution principale.
La série est renouvelée pour une cinquième saison le 19 mai 2009. Elle débute par un bond de cinq ans dans le futur, et un crossover avec la série Médium aurait pu avoir lieu. Par ailleurs, selon les souhaits de l'actrice principale, une sixième saison pourrait être la dernière, s'il y a.
Le 18 mai 2010, CBS annule la série. Les producteurs ont cherché un nouveau diffuseur. ABC s'est montré intéressé, mais s'est désisté,.

## Épisodes

### Première saison
- La première saison est composée de 22 épisodes.

La série commence sur le mariage de Melinda et Jim. Cette saison marque le commencement et le principe de base (les fantômes sont en colère, ils réclament de l'aide et Melinda les aide à trouver le passage vers l'au-delà, ils ont d'abord le visage qu'ils avaient à leur mort, plutôt effrayant, puis leurs visages redeviennent normaux quand ils se trouvent sur le droit chemin). Principe qui est exploré sous toutes ses formes. 
Ce quotidien est bouleversé par les derniers épisodes de cette saison avec le crash de l'avion, qui sera un élément phare de l'histoire. Mais aussi par l'apparition d'un esprit maléfique.

### Deuxième saison
- La deuxième saison est composée de 22 épisodes

Cette saison commence après le crash de l'avion qui s'est produit près de Grandview. Andréa, l'associée et amie de Melinda, est morte durant cet accident alors qu'elle était en voiture. Celle-ci était sur la trajectoire de l'avion. Les 2 premiers épisodes de la saison 2 sont donc consacrés au passage d'Andréa qui semble avoir été repérée par les esprits maléfiques.
La saison se base sur une série d'évènements étranges, tous liés les uns aux autres, Melinda reçoit des signes et des visions, les esprits sont de plus en plus dangereux et certains ne passent pas la lumière car ils refusent. Avec l'aide du Professeur Payne, elle va vite comprendre ce qui va se passer lorsque les 5 signes seront réunis.
De plus, un certain Gabriel emménage à Grandview et aurait un lien avec le 5e signe que doit recevoir Melinda "la mort d'un être cher". Ce dernier et son équipe de fantômes bloquent la lumière. Plus incroyable encore, Melinda croit voir son père qui lui dit quelque chose qui va bouleverser la vie de Melinda.

### Troisième saison
- La troisième saison est composée de 18 épisodes.

Melinda a des doutes sur sa présence à Grandview, elle découvre que ses parents habitaient déjà là avant. Mais pourquoi l'ont-ils caché à Melinda ?
En parallèle Melinda se fait manipuler par son père décédé qui à l'air d'être du côté de Gabriel, sont-ils réellement méchants ? Grâce à eux, elle va découvrir une ville souterraine construite par dessus Grandview, une ville qui est maintenant devenue fantôme. Elle va aussi faire la rencontre d'une de ses ancêtres qui s'était faite prendre pour une sorcière à la suite d'un génocide qu'elle avait prédit.
Dans l'épisode 9 elle va faire la rencontre d'une petite fille qui comme Melinda, peut voir les esprits. Ses parents ne la croient pas et elle est hantée par un garçon. Melinda va aider cette jeune fille à comprendre comment utiliser son don à bon escient et convaincre ses parents qu'elle n'est pas folle.
La saison se construit principalement sur le mensonge que la famille Gordon garde secret pour Melinda, qui est Tom Gordon et quel lien il a avec Paul.
On découvre dans le dernier épisode de la série que Paul est le vrai père de Melinda, Tom voulait tuer Melinda mais il finit par mourir.
La saison se termine sur une scène où Payne dit qu'il n'y a que 5 ombres mais 6 personnes, en effet c'est celle de Jim qui manque, pourquoi ?

### Quatrième saison
- La quatrième saison est composée de 23 épisodes.

À la suite d'un incendie à l'université, le professeur Eli James meurt cliniquement quelques secondes avant de revenir à la vie. Surpris, il se réveille avec seulement le don d'entendre les esprits. Il devient une aide supplémentaire pour Melinda et remplace ainsi le Professeur Payne, qui est parti étudier dans le tiers monde. Un peu plus tard, Jim se fait tirer dessus par un policier involontairement puis meurt. Il erre quelques jours pour finalement prendre possession du corps de Sam Lucas afin de rester avec Melinda mais il perd tous ses souvenirs. Même s'il ne se rappelle plus d'elle, Melinda sait qu'il est Jim et essaye de l'en convaincre, tandis que Jim / Sam, plutôt terre-à-terre, réagit violemment à certaines déclarations de Melinda. Ce n'est qu'à la fin de l'épisode 18 de cette même saison (Le Saut de l'Ange) que Jim retrouve la mémoire. Puis la saison se termine comme la série a commencé : Jim et Melinda se (re)marient.

### Cinquième saison
- La cinquième saison est composée de 22 épisodes.

La saison est axée sur les dons du fils de Melinda, Aiden : deux entités font leur apparition dans cette saison, les rayonnants et les ombres, et Aiden est le seul à les voir ; même les esprits n'en sont pas capables. Les ombres sont de mauvaises entités qui semblent s'intéresser aux enfants fantômes… Les seuls qui peuvent les battre sont les rayonnants. L'intrigue s'intensifie davantage puisque chaque personnage ayant un rapport avec ces fantômes ou le Livre des Changements sont ciblés. Melinda a remarqué une étrange signification apparue dans ce même Livre à côté du nom d'Aiden… : « Quand les feuilles tombent, l'innocent tombera… »

## Audiences
- Aux États-Unis, la série a fait partie des rares séries télévisées qui fonctionnaient le vendredi soir. Elle réunissait en moyenne toutes les semaines 10 millions de téléspectateurs, ce qui est un très bon score pour une série du vendredi soir sur CBS[24].
- La saison 4 a donné à la série ses meilleures audiences. Le septième épisode Threshold bat même le record d'audience de la série avec 11,67 M de téléspectateurs[25].
- L'audience des trois derniers épisodes de Ghost Whisperer a réuni 6,46 millions de téléspectateurs, 6,48 millions et le 21 mai, lors de l'épisode final, la série a rassemblé 6,89 millions de téléspectateurs[26].
- Il est à noter que les audiences de la cinquième saison ont beaucoup baissé. En effet, la série, diffusée à 20 h, faisait moins bien en audience que Médium et a atteint 7,8 millions de téléspectateurs par rapport à la quatrième saison qui atteignait un score d'audience de 10,3 millions. De plus, chaque épisode de Médium était rediffusé sur la chaîne Lifetime, ce qui n'était pas le cas de Ghost Whisperer[réf. nécessaire].

## Produits dérivés

### Sorties DVD et disque Blu-ray
| Intitulé du coffret | Nombre d'épisodes | Sortie DVD               | Sortie DVD              | Nombre de disques | Éditeur                        |
| Intitulé du coffret | Nombre d'épisodes | Zone 1 (dont États-Unis) | Zone 2 (dont la France) | Nombre de disques | Éditeur                        |
| ------------------- | ----------------- | ------------------------ | ----------------------- | ----------------- | ------------------------------ |
| Saison 1            | 22                | 31 octobre 2006          | 5 décembre 2007         | 6                 | Buena Vista Home Entertainment |
| Saison 2            | 22                | 18 septembre 2007        | 4 juin 2008             | 6                 | Buena Vista Home Entertainment |
| Saison 3            | 18                | 2 septembre 2008         | 13 mai 2009             | 5                 | Buena Vista Home Entertainment |
| Saison 4            | 23                | 20 septembre 2009        | 3 mars 2010             | 6                 | Buena Vista Home Entertainment |
| Saison 5            | 22                | 12 octobre 2010          | 7 septembre 2011        | 6                 | Buena Vista Home Entertainment |

## Commentaires
- La place du centre-ville, où se situe notamment le magasin d’antiquité, n’est autre que le plateau de tournage de la trilogie de films Retour vers le futur[27]. Un rôle récurrent a été offert à Thomas F. Wilson, qui incarnait Biff Tannen dans la trilogie, au cours de la deuxième saison.
- La série fait penser à Charmed. Melinda est plus proche de sa grand-mère que de sa mère. Elle a un don comme les sœurs Halliwells et leurs grands-mères sont décédées. À noter que la première sorcière de la lignée des Halliwell s'appelait Melinda Warren. Elle rappelle aussi le film Ghost avec Patrick Swayze. Un fantôme qui a besoin d'aide pour sauver ses proches la trouve en la personne d'Oda Mae brown qui l'entend seulement alors que Melinda entend et voit. D'ailleurs l'esprit de Jim qui entre dans le corps d'un dénommé Sam durant la saison 4 (Sam Wheat est le nom du personnage principal dans le film Ghost).